# Schoonheid thuisbezorgd
Schoonheid thuisbezorgd is een stripalbum dat voor het eerst is uitgegeven in juni 2004 met Jean-Claude Denis als schrijver, tekenaar en inkleurder. Deze uitgave werd uitgegeven door Dupuis in de collectie vrije vlucht.